# Cal Pal
Cal Pal és una casa pairal singular andorrana situada en el poble de la Cortinada, parròquia d'Ordino. Destaca pel colomer que sobresurt en un dels angles, construït amb murs blancs d'entramat i coberta a quatre vessants.
Un centenar de metres aigües amunt de la Valira del Nord, davant de l'església de Sant Martí de la Cortinada, hi ha la mola i serradora de Cal Pal, conjunt que està protegit com a bé d'interès cultural amb la classificació de monument.

## Casa pairal
L'edifici original és molt antic de data indeterminada. L'any 1435 va ser objecte de donació a la família Pal. Es va ampliar al segle xvi i novament al començament del segle xix quan s'hi va afegir el colomer.
La planta de l'edifici és en forma de ela, amb planta baixa i dos pisos. Destaquen les finestres amb porticons i representacions de rostres humans. A l'interior destaca la llar de foc de grans proporcions, una capella amb pintures murals i l'armari arxiu.

## Mola i serradora

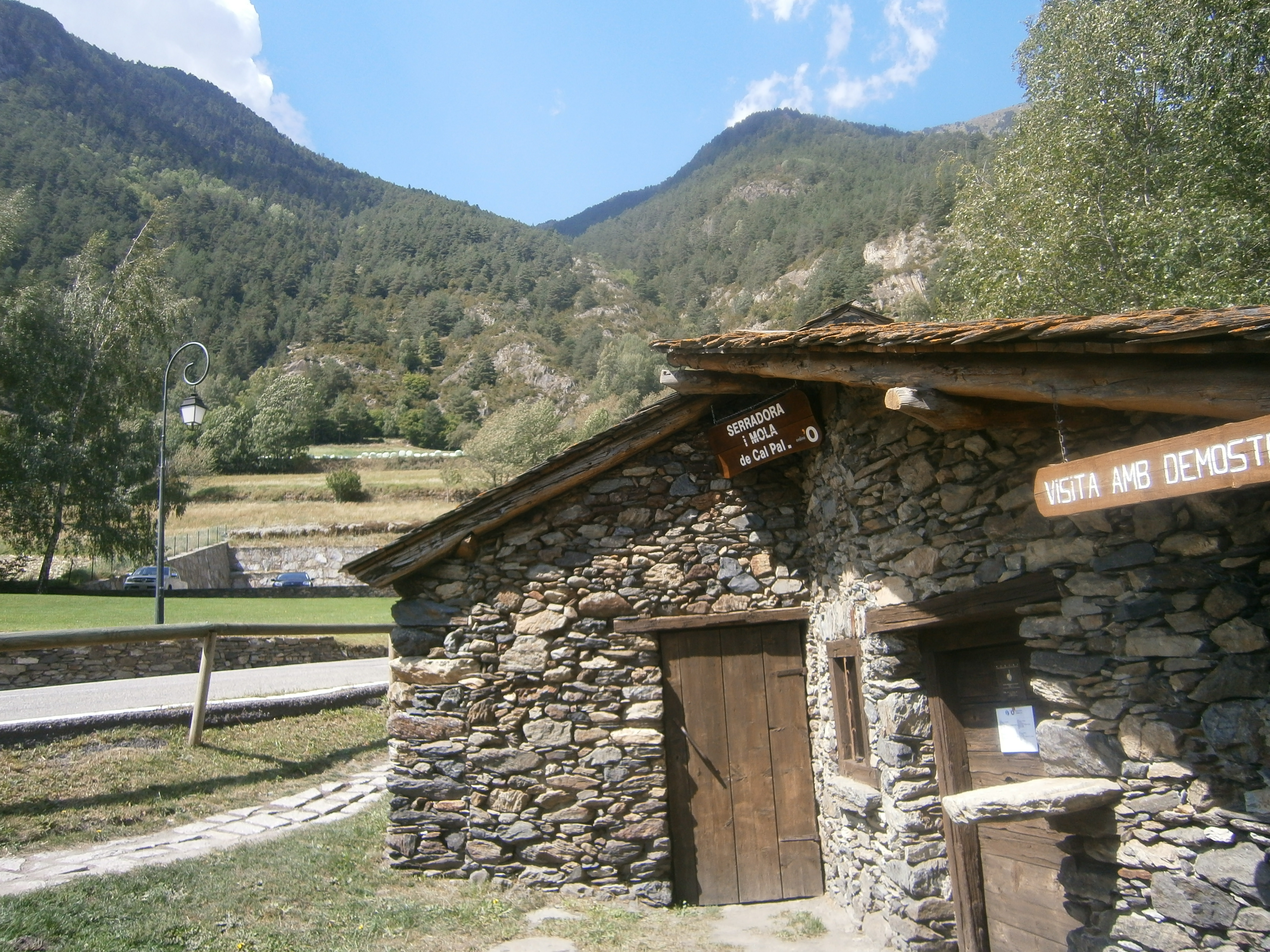
Mola i serradora de cal Pal

Situada a l'altura de l'església de Sant Martí de la Cortinada, entre la carretera general 3 i la Valira del Nord, la mola i serradora de cal Pal és una estructura doble que aprofita el corrent del riu per moure dos ginys diferents: un molí fariner i una serradora o molina. Les dues funcions es desenvolupen en dos volums contigus que comparteixen la força de l'aigua.
El conjunt inclou els dos edificis adossats de la mola i la serradora i, a més, tres elements exteriors:
- el capagol o peixera (riu amunt, talla el llit del riu per crear una retenció per conduir una part de l'aigua cap a una conducció forçada),
- el canal d'alimentació (excavat a la llera de la ribera i amb poc pendent, l'admissió de l'aigua és regulada mitjançant una comporta col·locada en l'extrem superior del conducte que, segons si està oberta o tancada, retorna directament l'aigua al riu o la mena fins als edificis que se situen una cinquantena de metres més avall), i
- el canal de sortida (emplaçat perpendicularment al riu i implantat als peus de la façana sud de la mola serradora, és molt més curta que l'anterior i treu l'aigua expulsada pels ginys hidràulics).[1]

La mola i la serradora són dos edificis adossats de planta trapezoïdal, però desplaçats tangencialment un respecte a l'altre. Els murs són de pedres d'esquist de grandària mitjana i petita, poc desbastades i disposades sense seguir filades. Els angles de les parets, però, estan reforçats amb pedres de mides més grans. Les obertures més antigues estan resoltes amb llindes de fusta, mentre que les més modernes ho estan amb bastiments.
La serradora té una superfície útil d'uns 30,5 m². La porta sud és de batent corredís, mentre que l'accés principal es troba al mur est, en aquest cas, amb una porta d'una sola fulla. La coberta és de dues aigües de llosa de pissarra. L'estructura de suport està formada per una biga comunera, que es recolza principalment sobre un pilar interior, i que aguanta els cabirons i l'entisellat final. Al seu interior es conserven les estructures murals de la darrera serradora elèctrica, fetes de totxo i ciment; a excepció del pilar on reposen la biga comunera i la peça principal de la serra de cinta. Els troncs provenien dels boscos propers, com el de Riambert, o bé traslladats de més enllà a través de la canal Torta.
El molí té una superfície útil d'uns 21,5 m². L'accés principal es troba al mur sud amb una porta d'una sola fulla que s'obre cap a l'interior. Les finestres s'obren als murs sud i est. L'obertura del carcabà està resolta amb un arc de mig punt rebaixat. Al seu interior es conserven encara l'arbre, el banc i possiblement el dau i l'agulla. La coberta és d'un aiguavés, sobre el lateral sud, de llosa de pissarra com en el cas de la serradora. L'estructura de suport està formada per unes bigues que reposen sobre els murs laterals est i oest i que aguanten els cabirons i l'entisellat final.
Aquesta instal·lació protoindustrial data del final del segle xvi i principis del xvii, i va deixar de funcionar als voltants de la dècada del 1960. S'identifiquen quatre fases evolutives que s'esglaonen dels segles XVI-XVII al segle xx.
Durant l'any 1995 es va adequar l'espai per a les visites com a centre d'interpretació integrat al conjunt històric de la Cortinada, obrint-se finalment al públic el 1996.